# 古座駅
古座駅（こざえき）は、和歌山県東牟婁郡串本町西向（にしむかい）にある、西日本旅客鉄道（JR西日本）紀勢本線（きのくに線）の駅である。事務管コードは▲622051。
串本町との合併まで当駅は古座町に属しており、同町の代表駅であった。特急「くろしお」が停車する。従前は一部の特急が通過する駅であったが、2011年3月12日のダイヤ改正により、全ての特急が停車する事となった。

## 歴史
- 1936年（昭和11年）12月11日：国鉄紀勢中線の下里駅から串本駅までの延伸に伴い開業する[1][2]。
- 1940年（昭和15年）8月8日：路線名の改称に伴い、紀勢西線の駅となる[1]。
- 1959年（昭和34年）7月15日：三木里駅と新鹿駅間の開通に伴う路線名の改称に伴い、紀勢本線の駅となる[1]。
- 1984年（昭和59年）2月1日：貨物の取り扱いを廃止[2]。
- 1985年（昭和60年）3月14日：荷物扱い廃止[2]。駅員無配置駅となる[5]。ダイヤ改正により一部の特急「くろしお」の停車駅となる。
- 1987年（昭和62年）4月1日：国鉄分割民営化により西日本旅客鉄道に承継する[1][2]。
- 2002年（平成14年）12月15日：駅舎を改装する。
- 2011年（平成23年）3月12日：ダイヤ改正により全ての特急の停車駅となる。
- 2016年（平成28年）12月17日：ICカード「ICOCA」の利用が可能となる[6]。
- 2021年（令和3年）4月1日：串本町による乗車券委託販売（簡易委託）の受託を解除[3]。この日より終日無人駅となる[3]。

## 駅構造
島式ホーム1面2線を有する、列車交換が可能な地上駅である。駅舎は線路東側にあるが跨線橋は無く、ホームと駅舎はホーム東寄りのスロープと構内踏切で接続している。近隣の駅と比較すると構内は若干広く、駅舎の脇には側線が2本あるほか、バラストを貯蔵した区画もある。なお、駅舎の海抜は約4.9mである。
新宮駅が管理する無人駅である。駅舎内には自動券売機がある。

### のりば
| のりば | 路線       | 行先               |
| ------ | ---------- | ------------------ |
| 1      | きのくに線 | 串本・和歌山方面   |
| 2      | きのくに線 | 紀伊勝浦・新宮方面 |

- 上表の路線名は旅客案内上の名称（愛称）で表記している。

### 駅舎
駅舎には回廊がある。また、駅舎には「古座観光協会」が入居している。
同協会では古座川（駅東側で南流）を川下りするレンタルカヌーの営業を行っており、駅舎内に関連の接客施設（受付・売店・更衣室など）のほか、隣接地に艇庫（カヌー用の倉庫）も併設し、当駅をサービスの拠点として利用している。

## 利用状況
近年の1日平均乗車人員は以下の通り。
| 年度   | 1日平均 乗車人員 |
| ------ | ---------------- |
| 1998年 | 449              |
| 1999年 | 390              |
| 2000年 | 311              |
| 2001年 | 290              |
| 2002年 | 281              |
| 2003年 | 273              |
| 2004年 | 266              |
| 2005年 | 252              |
| 2006年 | 251              |
| 2007年 | 253              |
| 2008年 | 244              |
| 2009年 | 239              |
| 2010年 | 232              |
| 2011年 | 214              |
| 2012年 | 229              |
| 2013年 | 234              |
| 2014年 | 208              |
| 2015年 | 181              |
| 2016年 | 162              |
| 2017年 | 156              |
| 2018年 | 137              |
| 2019年 | 124              |
| 2020年 | 84               |
| 2021年 | 82               |
| 2022年 | 99               |

## 駅周辺
古座川の河口付近に位置する。河口には西岸の西向、東岸の古座と大きな集落が二つ固まって存在しているが、この駅は西向のうちの岩淵（後述）に立地している。西向は串本町と合併する前に存在していた古座町の中心部で、駅周辺には串本町役場古座分庁舎（旧古座町役場）をはじめとする各施設もある。
なお、古座町の中心部が大字古座でないのは、「古座」という町名が、1956年3月にその前からあった古座町と西向町および田原村が合併し古座町が誕生した際、古座川などの影響で知名度の最も高かった古座から採ったに過ぎないからである。その大字古座へは、駅近くを走る国道42号を東に行き、古座川を古座大橋で渡ると少しの距離である。
駅周囲の岩淵は古来より製材業が盛んで、現在でも数軒ではあるが、駅周辺で製材工場の稼動が見られる。駅から古座川を渡り東岸を遡ると、古座川町の中心集落たる高池へはすぐで、同町の役場も至近である。
- 串本町役場古座分庁舎（旧古座町役場）
- 古座川町役場
- 串本町立西向小学校
- 串本町立古座小学校
- 串本町立古座中学校
- 古座川町立高池小学校
- 古座町古座川町学校組合立古座中学校
- 和歌山県立串本古座高等学校古座校舎
- 和歌山県新宮保健所古座支所
- 古座郵便局
- 古座中湊郵便局
- 三十三銀行古座支店
- 新宮警察署古座交番[11]
- 月野瀬温泉
- 湯ノ花温泉
- 国道42号

なお、公共機関の高台移転が進められており、国道42号沿いの串本町消防本部古座消防署は2025年6月までに高台に庁舎を建設して2026年4月に移転する予定である。

### バス路線
「JR古座駅」停留所にて、古座川町ふるさとバスの路線が発着する。
- 本川線：JR串本駅 / 松根
- 小川線：JR串本駅 / 田川

## 隣の駅
※特急「くろしお」の隣の停車駅は列車記事を参照のこと。
西日本旅客鉄道（JR西日本）
 きのくに線（紀勢本線）
紀伊田原駅 - 古座駅 - 紀伊姫駅